# Mayford
Mayford – wieś w Anglii, w hrabstwie Surrey, w dystrykcie Woking. Leży 39 km na południowy zachód od centrum Londynu. Miejscowość liczy 1776 mieszkańców.